# 実践ビジネス英語
実践ビジネス英語（じっせん・ビジネス・えいご）は、NHKラジオ第2放送で2008年4月2日から2021年3月26日まで放送されていた英語講座のラジオ番組である。講師は杉田敏。
NHK英語講座が独自に定めている学習難易度ではレベル5（高校卒業以上レベル）に位置付けられている。ヨーロッパ言語共通参照枠（CEFR）の基準では「C1」とされている。NHK語学放送の中でも稀にみる長寿番組であったが、13年間のオンエアを以って惜しまれつつ終了した。

## 概要
- 同じく杉田が講師を務めた1987年度〜2001年度の「やさしいビジネス英語」、および2002年度〜2007年度の「ビジネス英会話」[1]とレッスン形式はほぼ同一である。番組テキスト内の杉田のコメントや番組終了時の各媒体の記述においても、「この番組が「やさしいビジネス英語」という名前でスタートした時」[2]「34年間にわたって続いてきた（番組）」[3]など、実質的に同一番組とみなされている。
- アメリカ合衆国シカゴに赴任してきた消費財メーカーの日本人ビジネスマン・志賀洋の海外勤務生活を通して、よりビジネス分野に密着した英会話を学んでいくという様式でスタートした。
- グローバル企業 Alex & Alex (A&A) のニューヨーク本社に赴任していた日本人ビジネスマン・上田翔太の日本帰還を以って堂々完結した。
- 番組終了直後の2021年春からは、NHK出版の音声DL付き季刊ムック「杉田敏の現代ビジネス英語」に同形式の講座が引き継がれた（出演者も同一）。ストーリーも本番組終了時の舞台であったA&A社を引き続き使用している。
- 本番組は水曜日〜金曜日の放送であり、月曜日と火曜日には別番組「入門ビジネス英語」が放送されていた（両番組とも週末に一週間分を再放送）。両番組は同時に終了し、2021年度からは「ラジオビジネス英語」の放送が開始された。

## 講師・パートナー

### 講師
- 杉田敏（ブラップジャパン代表取締役社長）

### パートナー
- ヘザー・ハワード（ジャパン・ニューズ記者） - 2011年度〜2020年度[4]

- 松下クリス - 2008年度〜2010年度[4]
- 岩本スーザン（異文化研修トレーナー、言語学者） - 2008年度〜2012年度、各レッスン末のフリートーク回のみ

## 放送時間
- 水〜金：9時15分〜9時30分（本放送）
- 水〜金：12時40分〜12時55分（再放送）
- 水〜金：23時20分〜23時35分（再放送）
- 土：11時00分〜11時45分（3回分の再放送）

## 登場人物
- 2008～2009　志賀洋
- 2010　志賀洋・後藤洋子
- 2011　後藤洋子
- 2012～2015　梅村聖四
- 2016～2020　上田翔太

## 関連書籍
- 杉田敏「実践ビジネス英語　ニューヨークシリーズベストセレクション」（NHK出版）
- 杉田敏「実践ビジネス英語　ニューヨークシリーズベストセレクション　完結編」（NHK出版）

## 関連番組
- ビジネス英会話
- 入門ビジネス英語